# Carceliodoria palpalis
Carceliodoria palpalis là một loài ruồi trong họ Tachinidae.